# Tacaná
Tacaná é uma cidade da Guatemala do departamento de San Marcos.